# Tu mi turbi
Tu mi turbi é um filme italiano de Roberto Benigni, estreado em 1983. Foi o primeiro filme realizado por Benigni.

## Elenco
- Roberto Benigni... Benigno
- Olimpia Carlisi... Angela
- Giacomo Piperno... Diotaiuti, gerente do banco
- Nicoletta Braschi... Maria
- Claudio Bigagli... soldado
- Carlo Monni... Giuseppe